# Kazitiškis
Kazitiškis è una città del distretto di Ignalina della contea di Utena, nell'est della Lituania. Secondo un censimento del 2011, la popolazione ammonta a 343 abitanti.
L’insediamento dista 11 km da Ignalina e non lontano dal fiume Švogina e dal lago Gilutis.
Costituisce il centro principale dell’omonima seniūnija.

## Storia
Nel villaggio è stata trovata una moneta romana del II secolo di Marco Aurelio.
Il maniero di Kazitiškis è noto sin dal secolo XVII-XVIII, successivamente convertito in un monastero. 
Nel 1864, per ordine del governo zarista, la chiesa fu chiusa. Nel 1877, si ha testimonianza di una scuola lituana segreta.
Dal 1922 al 1939, Kazitiškis fu occupata dalla Seconda Repubblica di Polonia. 
Dal 1950 all’inizio degli anni Novanta, l'insediamento divenne sede di fattorie collettive, così come numerosi centri abitati nelle vicinanze.